# Nate Hairston
Nate Hairston (Washington, 30 giugno 1994) è un giocatore di football americano statunitense che milita nel ruolo di cornerback per i Denver Broncos della National Football League  (NFL). Fu scelto nel corso del 5º giro (158º assoluto) nel Draft NFL 2017 dai Colts. Al college ha giocato a football a Temple.

## Carriera universitaria
Hairston frequentò la Temple University dal 2013 al 2016 e giocò per i Temple Owls. In quattro stagioni disputò 22 partite, facendo registrare 40 tackle totali (31 singoli), due intercetti e quattro passaggi deviati.

## Carriera professionistica

### Indianapolis Colts

#### Stagione 2017
Hariston fu scelto nel corso del 5º giro (158º assoluto) nel Draft NFL 2017 dagli Indianapolis Colts. L'11 maggio 2017 firmò un contratto quadriennale del valore di 2,66 milioni di dollari. Debuttò come professionista subentrando nella gara inaugurale della stagione 2017 contro i Los Angeles Rams mettendo a segno un tackle. Nel turno successivo contro gli Arizona Cardinals, Hairston partì da titolare per la prima volta in carriera per sostituire il compagno di squadra infortunato Vontae Davis; mise a segno quattro placcaggi e fece registrare il suo primo sack sul quarterback Carson Palmer; i Colts vennero sconfitti per 16–13 ai supplementari. Nel quarto turno contro i Seattle Seahawks, fece registrare un record stagionale di sei placcaggi, di cui uno su Russell Wilson nella end zone segnando una safety. Nel dodicesimo turno contro i Tennessee Titans, Hairston mise a segno cinque placcaggi, fece registrare un record stagionale di due passaggi deviati e mise a segno il suo primo intercetto in carriera su un passaggio dal quarterback Marcus Mariota; i Colts furono sconfitti per 20–16.  Terminò la sua stagione da rookie con 14 presenze (quattro da titolare), 35 placcaggi totali (26 singoli), due sack, un intercetto e cinque passaggi deviati.

#### Stagione 2018
Dopo che i Colts licenziarono il capo-allenatore Chuck Pagano e ingaggiarono Frank Reich, Hairston dovette competere con Kenny Moore e Pierre Desir per il ruolo di cornerback titolare. Reich lo nominò cornerback titolare per l'inizio della stagione 2018, al fianco di Moore e dei safety Malik Hooker e Clayton Geathers. Chiuse l'annata con tredici presenze (sette da titolare), 30 placcaggi totali (25 solitari e 5 assistiti) e un passaggio deviato.

### New York Jets
Nel 2019 Hairston fu scambiato con i New York Jets.